# 木管五重奏
木管五重奏（Wind quintet）的標準演奏編制包含長笛、雙簧管、單簧管、低音管和法國號，其中法國號並非木管樂器，在重奏中擔任低音聲部。

## 外部連結
- 維基筆記-木管五重奏
- 中文世界大典-木管五重奏 （页面存档备份，存于）
- 音樂-木管五重奏